# Bonus (slak)
Bonus is een geslacht van weekdieren uit de klasse van de Gastropoda (slakken).

## Soort
- Bonus petrochenkoi Moskalev, 1973